# Lasioglossum danicorum
Lasioglossum danicorum là một loài Hymenoptera trong họ Halictidae. Loài này được Cockerell mô tả khoa học năm 1909.